# Urushringa

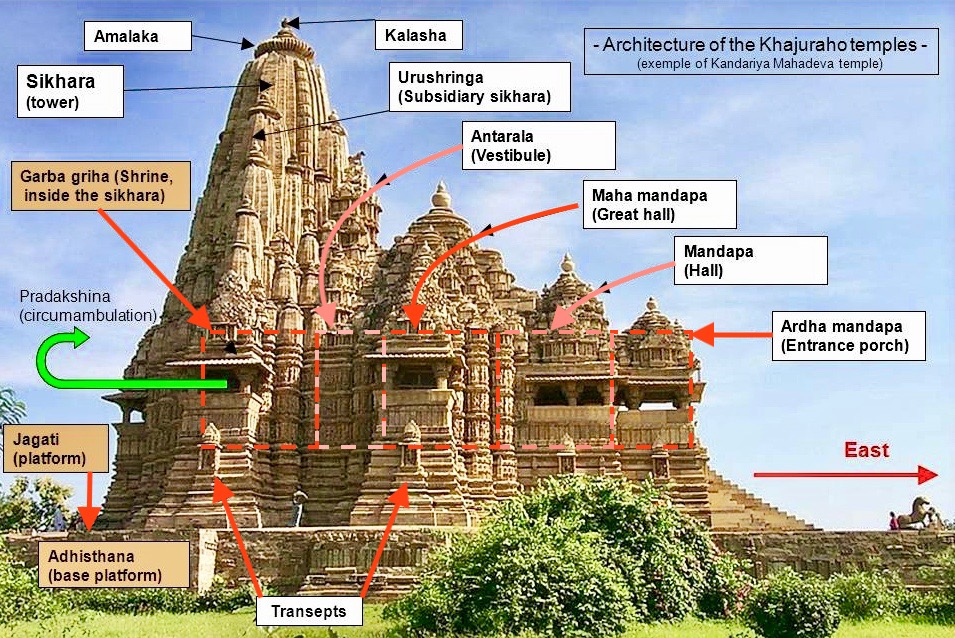
Tempio Kandariya Mahadeva, Khajuraho, con 84 urushringa attorno allo shikhara

Urushringa (sanscrito: uruśṛn̍ga उरुशृङ्ग, lett. con un'alta vetta) è una torre sussidiaria che sorge dai lati della torre shikhara principale nell'architettura del tempio indù dell'India settentrionale.

## Panoramica

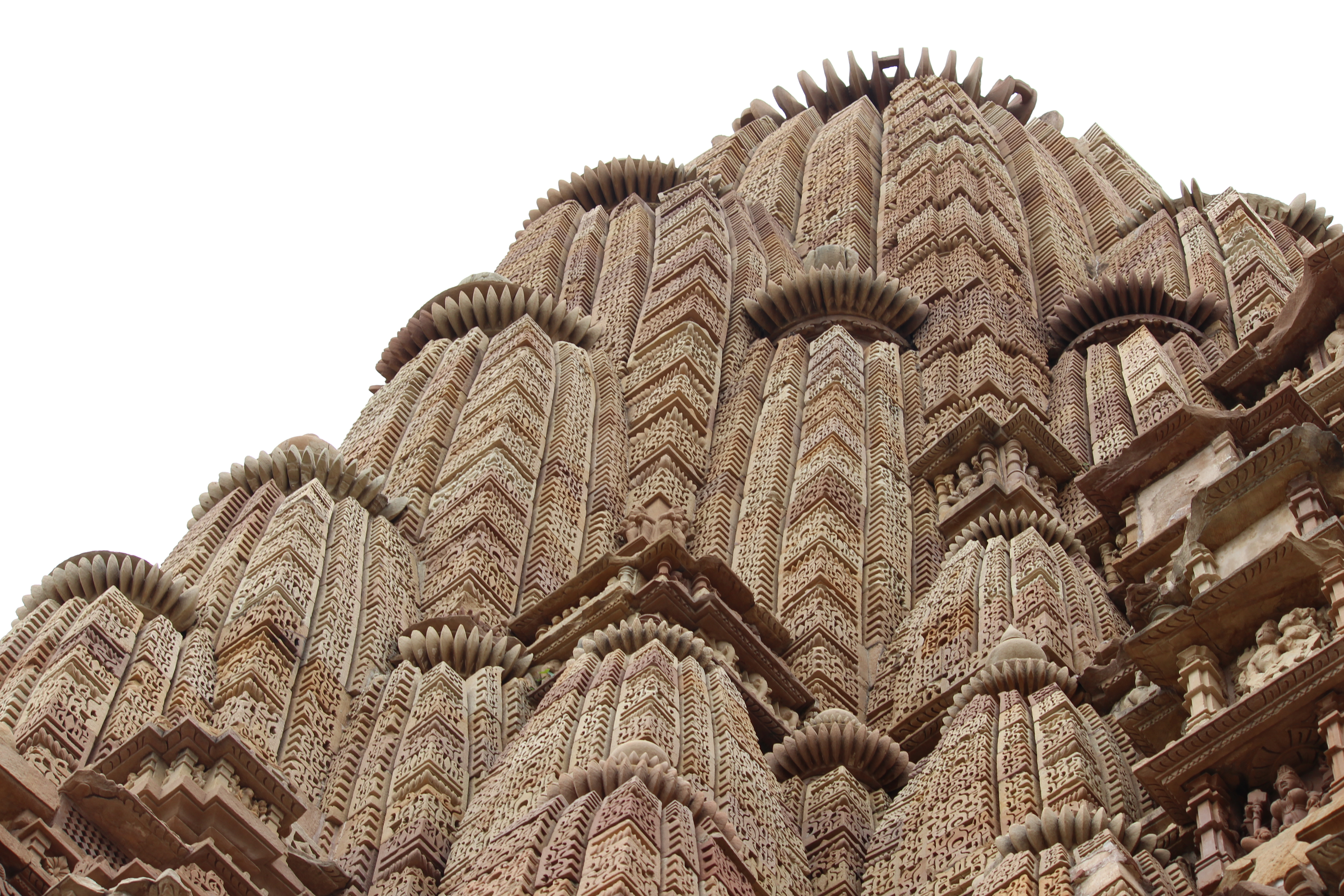
Particolare dello stesso tempio

L'urushringa è più piccolo e più stretto dello shikhara, e "impegnato" o collegato ad esso dove si incontrano, tranne che in cima. Rafforza la sensazione di altezza data dal tempio e può fornire un supporto strutturale agendo come un contrafforte, oltre ad aggiungere al simbolismo visivo del tempio come montagna sacra.
Spesso riflettono la forma complessa della struttura del santuario a livello del suolo, seguendo le proiezioni del ratha fino allo shikhara. Lo stile di shikhara con urushringas è noto come sekhari. Molti dei templi del famoso gruppo di monumenti di Khajuraho hanno torri sekhari, anche se altri no. Nel tempio di Kandariya Mahadeva ci sono 84 urushringa attorno allo shikhara. L'urushringa riecheggia la forma dello shikhara principale e spesso ha i suoi amalaka e kalasha in cima, come nel tempio Kandariya Mahadeva.